# Communauté rurale de Aouré
La commune de Aouré est une commune  du Sénégal située à l'est du pays. 
Elle fait partie de l'arrondissement de Orkadiere, du département de Kanel et de la région de Matam.